# Ngũ Phúc, Kim Thành
Ngũ Phúc là một xã thuộc huyện Kim Thành, tỉnh Hải Dương, Việt Nam.
Xã Ngũ Phúc có diện tích 7,85 km², dân số năm 1999 là 7136 người, mật độ dân số đạt 909 người/km².